# Wit Brzycki
Wit Modest Brzycki (ur. 15 czerwca 1887 we Lwowie, zm. 10 października 1954) – polski duchowny rzymskokatolicki, kapłan archidiecezji krakowskiej, notariusz kurii metropolitalnej w Krakowie.
W latach 1905–1906 pracował jako urzędnik w kancelarii Zdzisława Tarnowskiego w Dzikowie. 7 lutego 1945 został mianowany notariuszem kurii krakowskiej. 27 stycznia 1953 roku skazany w procesie księży kurii krakowskiej na 15 lat więzienia. Odbywał karę na Montelupich, a następnie w Rawiczu. Cierpiał w tym okresie na szybko rozwijającą się chorobę nowotworową. Późno zwolniony, zmarł w październiku 1954 roku w Krakowie.